# Maleo
Maleo is een gemeente in de Italiaanse provincie Lodi (regio Lombardije) en telt 3344 inwoners (31-12-2004). De oppervlakte bedraagt 20,0 km², de bevolkingsdichtheid is 166 inwoners per km².

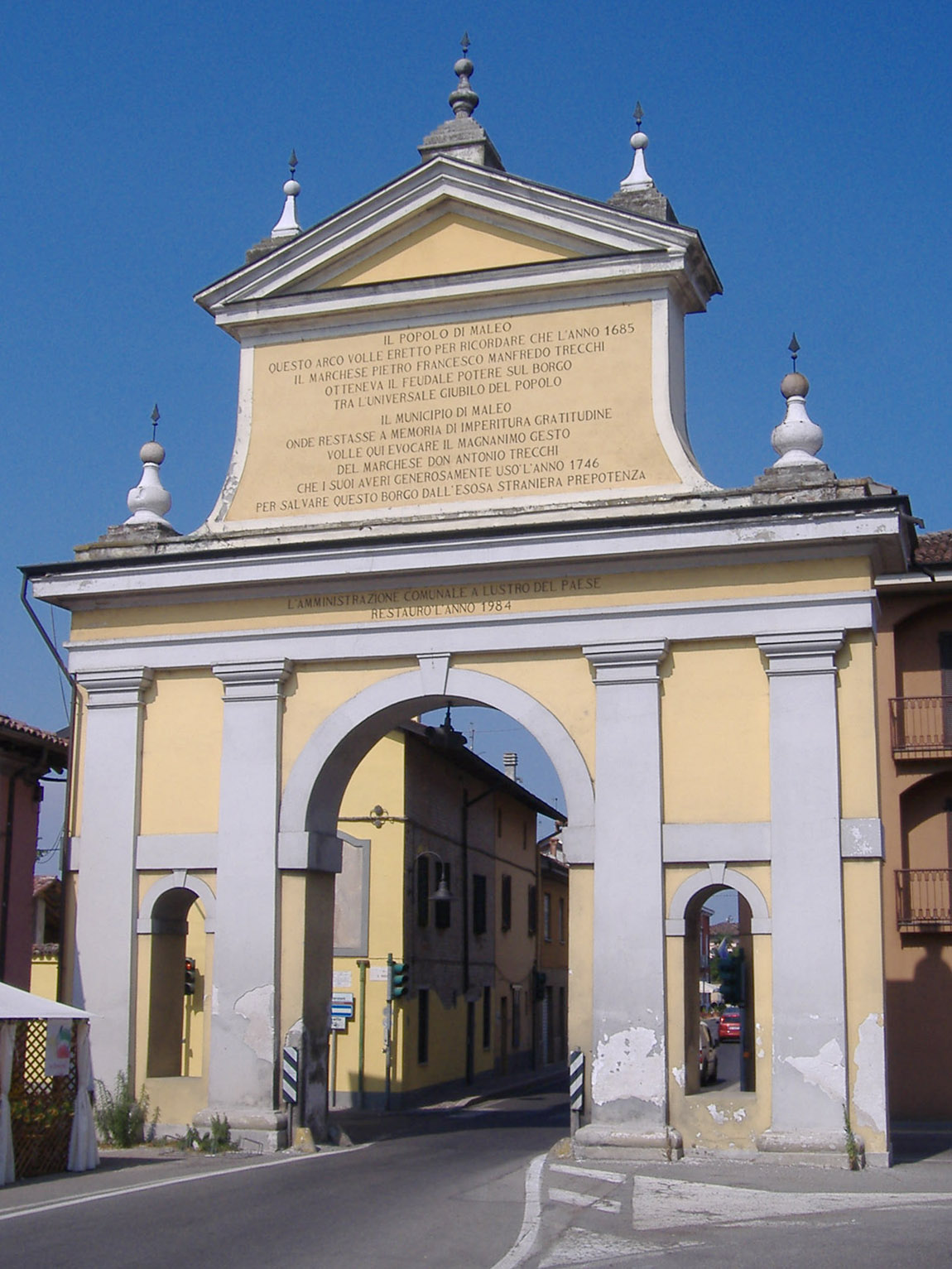
Arco Trechi
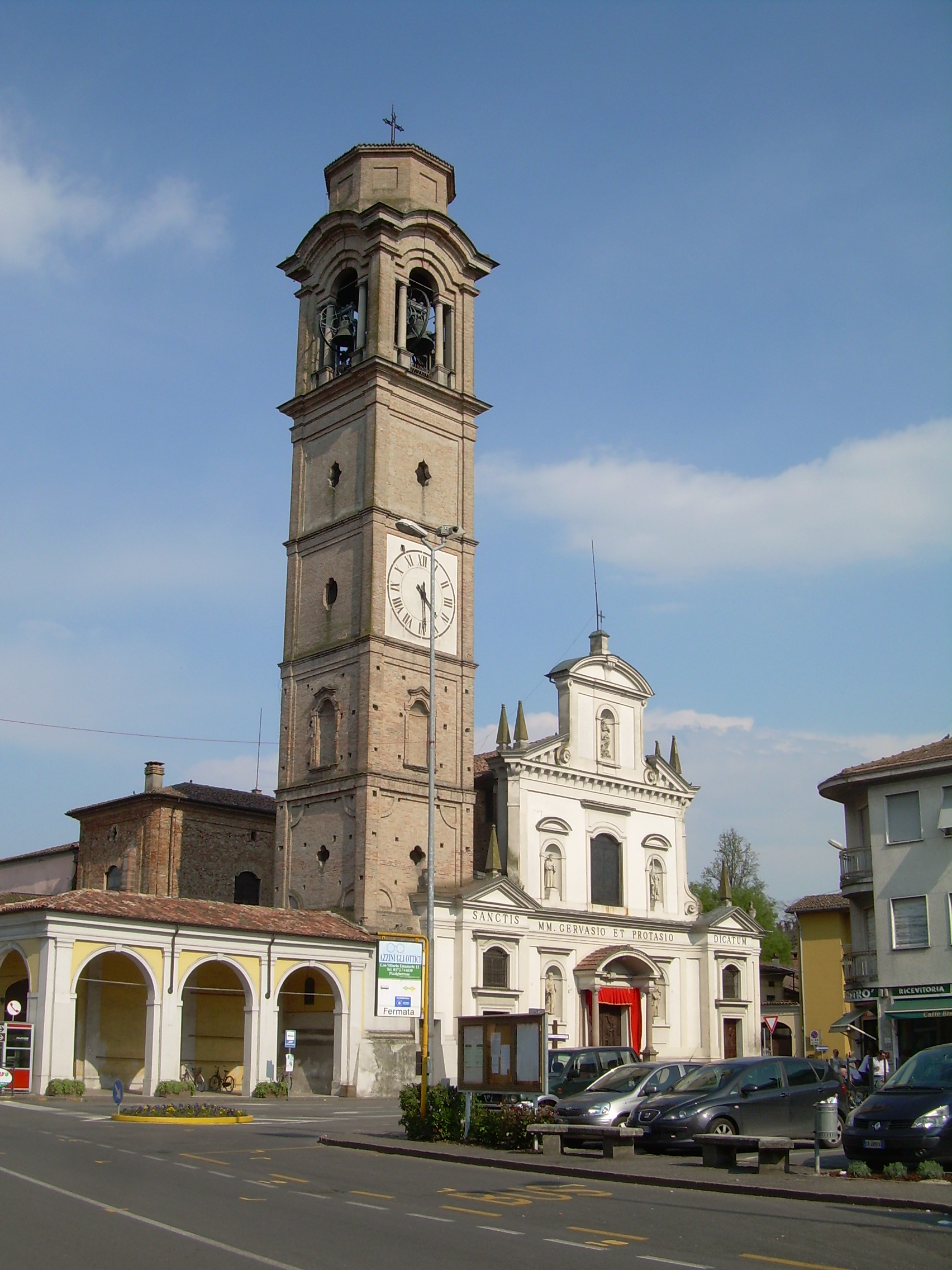
Centrum van Maleo
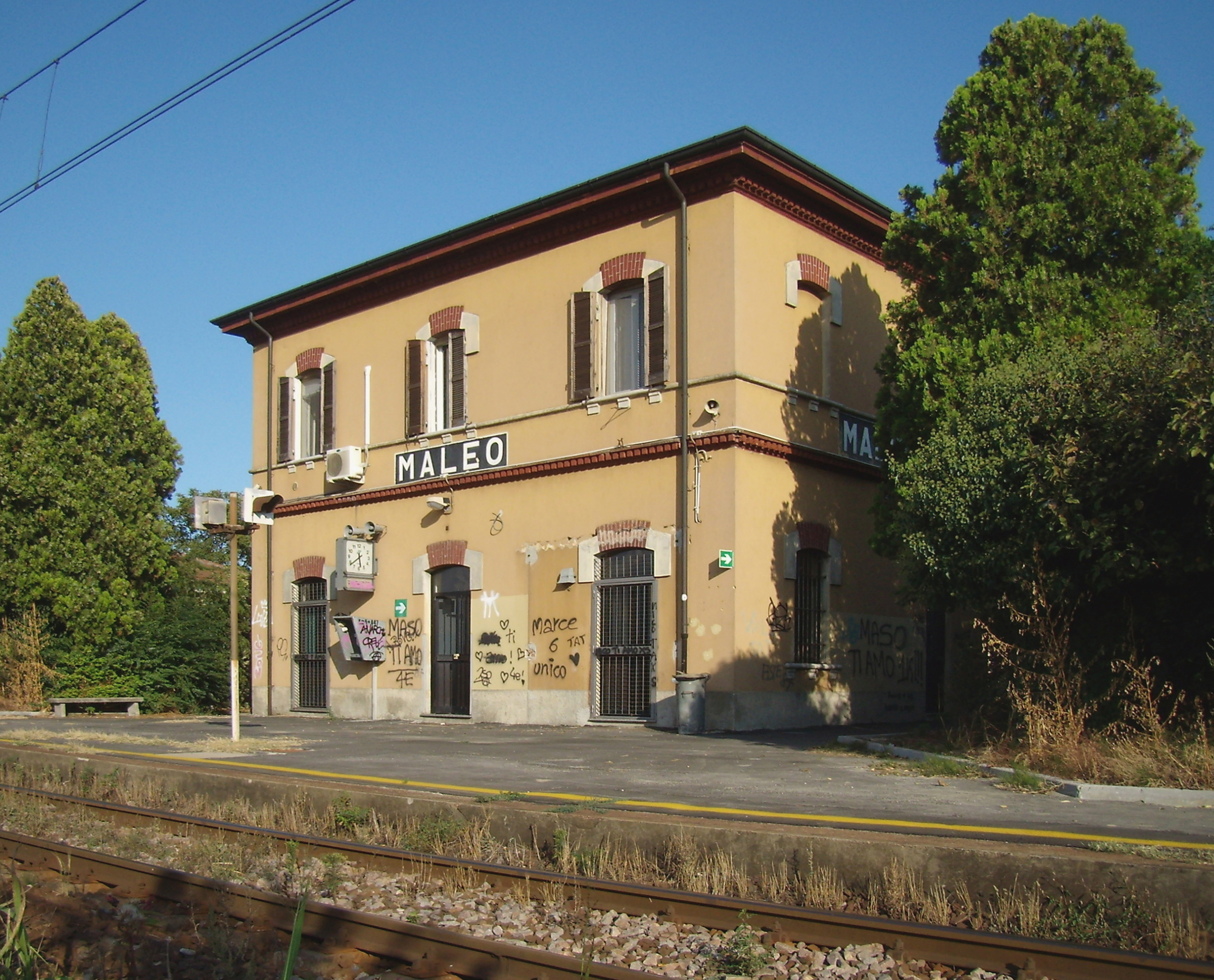
Station van Maleo

## Demografie
Maleo telt ongeveer 1318 huishoudens. Het aantal inwoners daalde in de periode 1991-2001 met 1,4% volgens cijfers uit de tienjaarlijkse volkstellingen van ISTAT.
| Jaar | Inwoneraantal |
| ---- | ------------- |
| 1991 | 3375          |
| 2001 | 3329          |

## Geografie
Maleo grenst aan de volgende gemeenten: Pizzighettone (CR), Cavacurta, Codogno, Cornovecchio, Corno Giovine, San Fiorano, Santo Stefano Lodigiano.